# マルコス・アントニオ・セナ・ダ・シウヴァ
マルコス・アントニオ・セナ・ダ・シウヴァ（Marcos Antonio Senna da Silva, 1976年7月17日 - ）は、ブラジル・サンパウロ出身の元サッカー選手。元スペイン代表。ポジションはミッドフィールダー（センターハーフ）。
ブラジル出身であるが、2005年にスペイン国籍を取得、スペイン代表として2006 FIFAワールドカップとEURO2008に出場した。いとこに元ブラジル代表のマルコス・アスンソンがいる。
2009年5月、移民の子供たちのためにマルコス・セナ財団を設立した。

## クラブ経歴
子供の頃のアイドルはロマーリオであった。ブラジルのサンパウロFCの下部組織出身で、リオ・ブランコECでプロデビューした。アメリカ-SPで活躍したために1999年にコリンチャンスに引き抜かれ、ブラジル全国選手権優勝とFIFAクラブワールドカップ優勝を経験した。レンタルに出されたジュベントゥージの次に在籍したADサンカエターノは規模の大きいクラブではなかったが、コパ・リベルタドーレスで準優勝を果たした。ADサンカエターノでともにプレーしたブランドンがいたFCシャフタール・ドネツクにも誘われていたが、スペインのビジャレアルCFに移籍した。
2002-03シーズン途中、レアル・ベティス戦で左足十字靭帯損傷の大怪我を負い、残りのシーズンを棒に振った。2003年のプレシーズンには再び靭帯を怪我し、長いリハビリ生活を過ごした。2004-05シーズンはリーグ戦を3位で終え、2005-06シーズンはUEFAチャンピオンズリーグでベスト4に入った。2006年7月にはロイ・キーンの後継としてイングランドのマンチェスター・ユナイテッドFCに移籍する可能性があったが、結局残留した。
2007-08シーズンはキャリア最高とも言える働きを見せ、リーグ戦をクラブ最高位の2位で終えた。レアル・ベティス戦でセンターサークルの中から決めたロングシュートについて、「生涯最高のゴール」だと語っている。欧州選手権で活躍したために2008年夏のプレシーズンでは移籍の噂が絶えなかったが、フェルナンド・ロイグ会長がセナの違約金を3600万ユーロまで引き上げて他クラブを牽制し、セナ自身も残留を希望したために噂は立ち消えになった。
2008-09シーズン、3シーズンぶりに出場したUEFAチャンピオンズリーグでは、2008年9月30日に行われたグループリーグのセルティックFC戦で22分にフリーキックを決め、ベスト8進出に貢献した。11月25日のホームでのマンチェスター・ユナイテッドFC戦では違和感を持ったためにみずから交代を要求し、ハーフタイムにブルーノ・ソリアーノと交代した。準々決勝のアーセナルFC戦では10分にミドルシュートで先制点を挙げた。しかし、2009年4月11日のマラガCF戦で左足のハムストリングを負傷したために準々決勝セカンドレグには出場できなかった。怪我から2週間後に同箇所を再度痛め、残りのシーズンで試合に出場することはなかった。7月30日、約3ヵ月半ぶりにチーム練習に復帰した。9月、11月にも同じ個所を痛め、2009-10シーズン前半戦は試合を欠場することが多かった。
2011-12シーズン、チームは開幕から低空飛行を続け、前シーズン4位で出場を果たしたチャンピオンズリーグでも1次リーグを6戦全敗（ただし、バイエルン・ミュンヘン、マンチェスター・シティFC、SSCナポリが入ったいわゆる『死のグループ』であった）。結局、2度の監督交代も実らず、チームは12年ぶりのB降格を味わうことになったが、セナはいち早くチームへの残留を表明。これを受け、チームもこれまでの彼の貢献を称え、背番号と同じスタジアムの19番ゲートを『セナゲート』と改名すると発表した。
2013年6月、11年在籍したビジャレアルを退団してニューヨーク・コスモスに加入。
2015年6月10日、シーズン限りでの現役引退を表明した。

## 代表経歴
2006年にスペイン市民権を得る。2006年3月1日、コートジボワール代表戦で29歳にしてスペイン代表デビュー。3-2の勝利に貢献した。同年のドイツW杯にも出場し、レギュラーとして活躍するも、自身がスタメンから外れた決勝トーナメント1回戦のフランス戦で敗れ、ベスト16どまりだった。
ワールドカップ後は長らく代表から遠ざかっていたが、EURO2008予選では、代表のレギュラーだったアルベルダがバレンシアの内紛に巻き込まれて出場機会を失い試合勘がなくなったことから、代わってセナが招集された。大会直前の親善試合ではシャビ・アロンソとレギュラーを争い、最終的にレギュラーを獲得。迎えた本大会でも一貫して中盤の底として起用され続け、スペースを埋め、ボールを奪い、的確にボールを捌いて、時にはミドルシュートを打つなど活躍を見せた。準々決勝のイタリア戦ではPK戦のキッカーを務め成功させた。スペイン代表が勝ち進むや、彼の評価は高まり、MVP候補と囁かれるようになった。そのパフォーマンスは落ちることなく、決勝ではフェルナンド・トーレスの決勝点の起点となるパスを出してチームを勝利に導き、44年ぶりの優勝の立役者となった。MVPには選出されなかったが、UEFAが選ぶベストチームに名を連ね、改めて彼の働きが認められた格好となった。なお、ブラジル出身の選手ではじめて欧州選手権で優勝した選手となった。この大会にはペペやケヴィン・クラニーなど、セナのほかに4人のブラジル出身選手が出場していた(その後ぺぺはポルトガル代表として2016年大会で同国の初優勝を経験している)
同年9月10日の南アフリカW杯予選のアルメニア戦ではミドルシュートで代表初ゴールを挙げた。南アフリカワールドカップのスペイン代表候補30人に選出されたが、本大会に出場する23人からは外れた。

## 代表歴

### 出場大会
- スペイン代表
  - 2006 FIFAワールドカップ

### 試合数
- 国際Aマッチ 28試合 1得点（2006年-2010年）[8]

| スペイン代表 | 国際Aマッチ | 国際Aマッチ |
| 年           | 出場        | 得点        |
| ------------ | ----------- | ----------- |
| 2006         | 7           | 0           |
| 2007         | 1           | 0           |
| 2008         | 13          | 1           |
| 2009         | 6           | 0           |
| 2010         | 1           | 0           |
| 通算         | 28          | 1           |

## タイトル

### クラブ
コリンチャンス
- FIFAクラブ世界選手権 : 2000

### 代表
スペイン代表
- UEFA EURO : 2008